# Citronbin
Citronbin eller stinkbin (Hylaeus) är ett släkte i insektsordningen steklar och överfamiljen bin. De har även kallats urbin för att de bland annat när det gäller metoderna för födoinsamling är den minst utvecklade gruppen bin. De samlar inte pollen utanpå kroppen utan samlar i krävan - de är krävsamlare. Släktet finns på alla kontinenter, Antarktis undantaget. Vanligen är arterna inom släktet relativt lika med små skillnader mellan arterna och de representerar bara en liten andel av den totala bi-populationen. Undantaget är Australien, där Hylaeus är ett av de största bisläktena både till antalet arter och individantal.

## Kännetecken
Citronbin är små bin med en längd på mellan 4 och 8 millimeter. Kroppen saknar längre behåring och är vanligtvis svart (en del arter kan ha rödbruna hår på delar av bakkroppen) och har markeringar i vitt eller gult på ansikte och ben, något som gör att de lätt förväxlas med getingar. Hanarna har vanligtvis större markeringar än honorna. Citronbina saknar pollenkorg på benen som majoriteten andra bin, eller borstig behåring på magen som pollensamlarbehållare som buksamlarbin. I stället samlar de pollen och nektar invärtes i magen. Vissa arter har en citronliknande doft, därav det svenska namnet.

## Levnadssätt
Citronbin har i Europa oftast bara en generation per säsong. Honan utnyttjar cylinderformade hål för sitt bobygge, till exempel ihåliga vasstjälkar, gnaghål i ved eller liknande. Honan klär bohålans väggar med ett sekret som förhindrar svampangrepp. Som taxonomin antyder har släktet korta tungor; dess ringa storlek gör att de ändå kan tränga in i djupa blomkalkar.

## Arter (urval)
- smalcitronbi	(H. angustatus) Finns i större delen av det europeiska fastlandet;[6] förekommer i större delen av Sverige[7] samt mycket sparsamt i Finland, där den är starkt hotad[8]
- pärlcitronbi	(H. annularis) Finns i Europa upp till södra Fennoskandien.
- ringcitronbi	(H. annulatus) Finns i Nordamerika, Europa och delar av Asien; förekommer i Finland[8] samt i Sverige utom de sydligaste delarna
- småcitronbi	(H. brevicornis) Finns i större delen av Europa (inklusive Finland[8] och nästan hela Sverige), Nordafrika samt delar av Asien
- Hjärtcitronbi (H. cardioscapus) Finns i Finland[8], saknas i Sverige.
- gårdscitronbi	(H. communis) Finns  i hela Europa norrut till Fennoskandien
- ängscitronbi	(H. confusus) Finns i Europa upp till Fennoskandien samt mellersta Asien.
- franscitronbi	(H. difformis) Finns i stora delar av Fastlandseuropa österut till Kaukasus; rödlistad som nära hotad i Sverige, saknas i Finland[8]
- hedcitronbi	(H. gibbus) Finns i Sverige och Finland.
- slankcitronbi	(H. gracilicornis) Finns i Centraleuropa till Centralasien; förekommer i Finland[8], nationellt utdöd i Sverige.
- kölcitronbi	(H. hyalinatus) Finns i Europa upp till mellersta Fennoskandien; förekommer även i Nordamerika.
- Hylaeus nigritus Finns i Europa upp till Finland; saknas i övriga Skandinavien.
- Hylaeus paulus Finns i Finland, saknas i Sverige[8].
- vasscitronbi	(H. pectoralis) Finns i stora delar av Europa upp till Fennoskandien, västra Asien och Nordafrika.
- rörcitronbi	(H. pfankuchi) Finns i Sverige och Finland. Arten är mycket sällsynt i Sverige, men har ansetts förbisedd[9]. På 2010-talet ett tiotal exemplar rapporterats på Artportalen, från fyra olika tillfällen. I Finland är den nära hotad[8]. [10].
- väggcitronbi	(H. pictipes) Finns i Europa upp till Fennoskandien, Nordafrika och västra Asien; rödlistad som sårbar i Sverige, starkt hotad i Finland[8].
- Hylaeus punctulatissimus Finns i Syd- och Mellaneuropa upp till Danmark.
- backcitronbi	(H. rinki) Finns i större delen av Europa inklusive stora delar av Sverige och Finland.
- resedabi	(H. signatus) Finns i västra Nordafrika, Syd- och Mellaneuropa samt isolerade förekomster i Sverige, där den är rödlistad som nära hotad. Saknas i Finland[8].
- Hylaeus variegatus Finns i större delen av Europa utom Storbritannien och Skandinavien.

Det finns omkring 700 arter av släktet i hela världen, varav 17 i Sverige och 16 i Finland. Fyra av de svenska arterna och fyra av de finska är rödlistade. Tabellen ovan innehåller alla de svenska och finländska arterna.